# Дванадцять празьких статей
«Двана́дцять пра́зьких стате́й» — програма, висунута таборитами 5 серпня 1420 року у Празі. Вони вимагали докорінної реформації католицької церкви, позбавлення її багатств, переведення богослужіння на чеську мову, скасування приватної власності, феодальних привілеїв і створення царства справедливості.

## Джерело
- О. В. Гісем, О. О. Мартинюк. Наочний довідник. Всесвітня історія. 6-7 класи. — Київ — Харків. — «ВЕСТА», 2006.